# 13641 de Lesseps
13641 de Lesseps eller 1996 GM20 är en asteroid i huvudbältet som upptäcktes den 15 april 1996 av den belgiske astronomen Eric W. Elst vid La Silla-observatoriet. Den är uppkallad efter den franske diplomaten och författaren Jean-Baptiste de Lesseps.
Asteroiden har en diameter på ungefär 10 kilometer.